# ألفارو فييرا بينتو
ألفارو فييرا بينتو (بالبرتغالية: Álvaro Vieira Pinto‏) هو رياضياتي برازيلي، ولد في 11 نوفمبر 1909 في ريو دي جانيرو في البرازيل، وتوفي بنفس المكان في 11 يونيو 1987.